# Thalaina punctilinea
Thalaina punctilinea är en fjärilsart som beskrevs av Walker 1864. Thalaina punctilinea ingår i släktet Thalaina och familjen mätare. Inga underarter finns listade i Catalogue of Life.